# فهرس بالمقالات المتعلقة بالعنصرية
هذه قائمة بالمقالات المتعلقة بالعنصرية:

## أ
- أبارتيد
- اريان نايشنز
- الحركة الخلاقة
- أقلية مهيمنة
- العنصرية البيئية
- استعراقية
- إبادة جماعية
- أمة الخمسة في المئة[1]
- الجبهة الوطنية (فرنسا)
- العرق (التصنيف البشري)
- الخط الأحمر
- أدولف هتلر

## ت
- تمييز إيجابي
- تمييز على أساس لون البشرة
- تطهير عرقي
- تحسين النسل
- تنظيم الذئاب الرمادية[2][3][4]
- تحامل
- تمييز عكسي
- تفوق

## ج
- جريمة كراهية

## ح
- حياة السود مهمة
- حزب الفهود السود
- حركة الحقوق المدنية
- حديقة الحيوان البشرية
- حركة أمة الإسلام

## ر
- روزا باركس
- رهاب الأجانب

## س
- سيادة السود
- سياسة التفرقة العنصرية
- سيادة البيض

## ص
- صورة نمطية عرقية

## ع
- عنصرية
- عنصرية خفية
- عصبة الدفاع عن اليهود
- عنف الشرطة
- عنصرية علمية
- عزل عنصري

## ق
- قوانين جيم كرو
- قومية بيضاء

## ك
- كفاءة التفاعل بين الثقافات
- كاخ
- كو كلوكس كلان

## م
- معاداة الأرمن
- معاداة العرب
- معاداة اليابانيين
- مناهضة العنصرية
- معاداة السامية
- معاداة الكوريين
- منفصلون لكن متساوون

## ن
- نازية
- نازيون جدد

## هـ
- هوية مسيحية
- هيوستن ستيوارت تشامبرلين

## و
- وايت تراش